# 超伝導量子干渉計

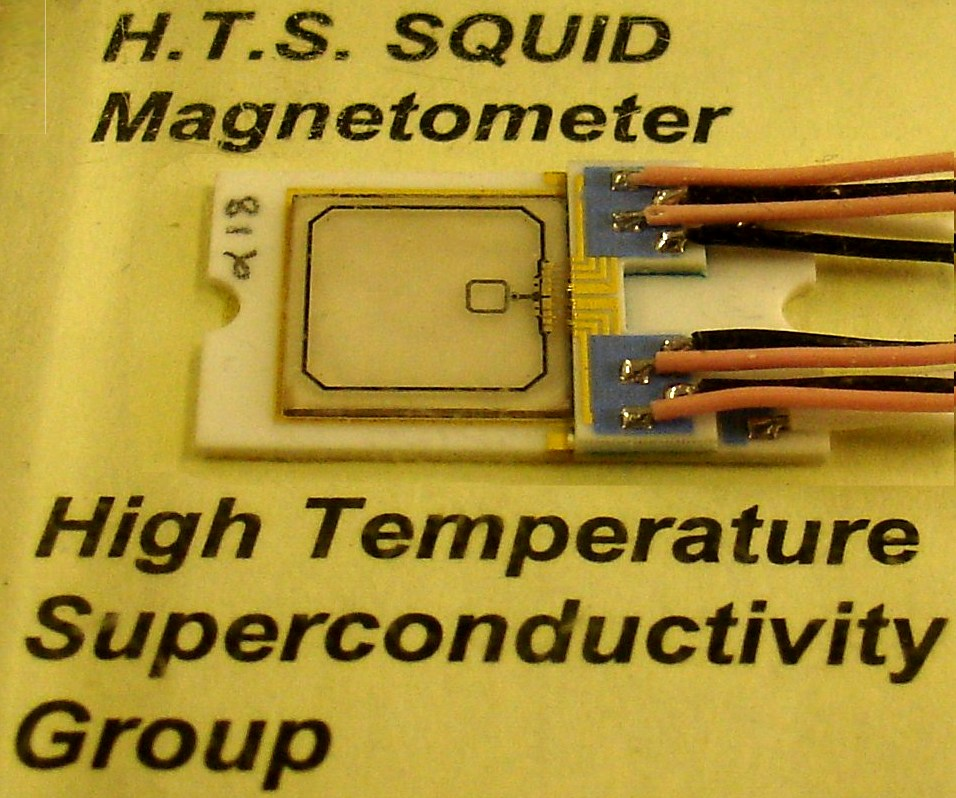
SQUIDセンシング素子

超伝導量子干渉計 (superconducting quantum interference device, SQUID) とは、ジョセフソン接合を含む環状超伝導体に基く、極めて弱い磁場の検出に用いられる非常に感度の高い磁気センサの一種である。
SQUID は数日かけて平均しながら計測すれば、5 aT (5×10−18 T) もの弱い磁場も検出できるほどの感度を誇る。ノイズレベルは 3 fT/(Hz1/2) という低さである。比較に、典型的な冷蔵庫マグネットの作る磁場の強度を挙げると 0.01 テスラ (10−2 T) 程度であり、また動物の体内で起こる反応により発せられる磁場は 10−9 T から 10−6 T 程度である。近年発明された光ポンピング磁力計は、潜在的により高い感度を持っているうえ低温冷却が必要ないが、サイズ的にオーダーが一つほど大きく (~1 cm3)、かつほぼゼロ磁場下でしか作動できないという欠点がある。

## 歴史と設計
SQUIDには、 直流型 (DC) および 高周波型 (RF) の二種類が存在する。RF SQUID は単一のジョセフソン接合（超伝導トンネル接合）により動作できるため、製造が安くあがるが感度は低い。

### DC SQUID

左: SQUIDの電流-電圧グラフ。 上の曲線は nΦ_{0} に、下の曲線は (n+1/2)Φ_{0} に対応する。右: SQUIDを通る磁束に対する周期的電圧応答。周期は磁気量子 Φ_{0} に等しい。

DC SQUIDは、ジョセフソンが1962年にジョセフソン効果を予言し、ベル研究所のジョン・ローウェルとフィリップ・アンダーソンにより1963年に初めてのジョセフソン接合が作られたことを受けて、フォード研究所の J. Lambe, James Mercereau, Arnold Silver により1964年に発明された。一つの超伝導体ループに対向して挿入された二つのジョセフソン接合を持つ。直流ジョセフソン効果に基いており、磁場がまったくない場合は電流 I は二つの分岐に等しく流れ込む。ループに小さな外部磁場を印加すると、遮蔽電流 Is が外部磁場を打ち消すようにループに循環し始める。誘導電流は片方の接合では I と同じ向きに、もう片方の接合では I と逆になるので、総電流はそれぞれ I + Is と I − Is になる。どちらかのジョセフソン接合で臨界電流 Ic を越えると、接合に電圧がかかり始める。
ここで、外部磁場が磁束量子の半分 Φ0 / 2 を超えたとする。超伝導体ループの中に閉じ込められる磁束は磁束量子の整数倍にならなければならないので、磁場を遮蔽するよりも Φ0 に増やした方がエネルギー的に安定となる。そのため、遮蔽電流は逆に流れ始め、この反転が外部磁場が Φ0 の半整数になるたびに繰り返される。従って、臨界電流は印加磁場の関数として振動する。入力電流を Ic より大きくすれば、SQUIDは常に有限抵抗モードで動作する。この場合、印加磁場の関数として電圧の周期は Φ0 となる。DC SQUID の電流-電圧特性はヒステリシスを持つため、これを除くためにシャント抵抗 R を接合に並列に接続する（銅酸化物ベースの高温超伝導体の場合、接合自体の内部抵抗で大抵は事足りる）。遮蔽電流はループの自己インダクタンスで印加磁場を割った値になる。従って ΔΦ を ΔV の関数（磁場-電圧変換器）により次のように見積ることができる。
ΔV = R ΔI
2I = 2 ∆Φ/L, ここで I は超伝導ループの自己インダクタンス
ΔV = (R/L) ∆Φ
この節の議論はループ内の磁束が完全に量子化されていることを前提としている。しかし、これは大きな自己インダクタンスを持つ大きなループについてのみあてはまる。上の関係式によれば、小さな電流および電圧の変動も示唆される。実用上、ループの自己インダクタンス L はそれほど大きくない。一般の場合は次のパラメータを導入することにより評価できる。
{\displaystyle \lambda ={\frac {i_{c}L}{\Phi _{0}}}}
ここで ic はSQUIDの臨界電流である。通常、λ は 1 のオーダーである。

### RF SQUID

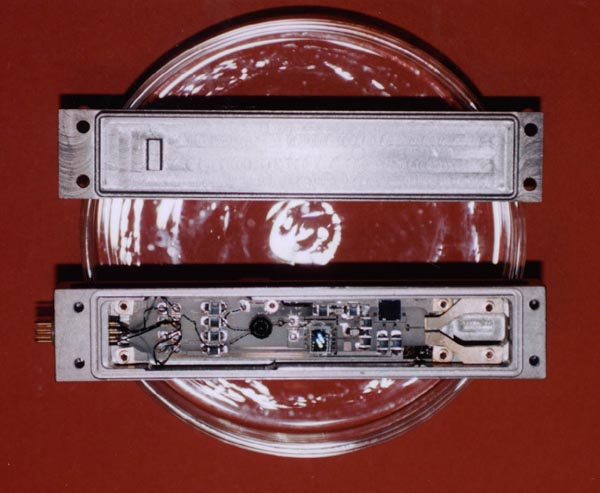
SQUIDのプロトタイプ

RF SQUID はフォードの Robert Jaklevic, John J. Lambe, Arnold Silver, ジェームズ・エドワード・ジマーマン により1965年に発明された。交流ジョセフソン効果に基いておりジョセフソン接合は一つしか必要とされない。DC SQUID と比べれば感度は劣るが、安くでき少量生産するのも比較的容易である。もっとも基礎的な測定は生体磁気であり、極めて小さな信号でも RF SQUID により測定することが可能である。RF SQUID は共鳴タンク回路と誘導結合されている。外部印加磁場に依存して、SQUID の抵抗モード動作時にはタンク回路の実効インダクタンスが変化し、したがってタンク回路の共鳴周波数が変化する。この周波数を測定するのは容易で、回路内の負荷抵抗にかかる抵抗として現われる損失は印加磁束の周期 Φ0 の関数となる。正確な数学的説明については Erné et al. による原論文を参照されたい。

### 使用材料
SQUIDには超伝導材料として、純粋ニオブや10%の金もしくはインジウムを含有する鉛合金（純鉛は繰り返される温度変化に弱いため）が伝統的に用いられる。これらの材料の場合、超伝導を維持するためにはデバイス全体を絶対零度近くで動作させる必要があり、液体ヘリウムによる冷却が行われる。
2006年、アルミ製ループと単層カーボンナノチューブ製ジョセフソン接合を用いた CNT-SQUID センサーの概念実証が発表された。センサーは数百 nm 程度のサイズで、1K 以下で動作する。スピンを数えられるだけの感度が実現できる。
高温 SQUID センサがより最近になって出始めている。高温超伝導体、多くはYBCO製で液体ヘリウムより安く取り扱いも容易な液体窒素冷却で動作することができる。従来の低温 SQUID には感度で劣るが、多くの応用分野で十分なだけの感度は担保される。

## 応用

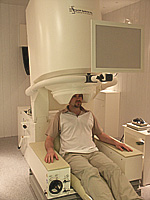
NIMH（アメリカ国立精神衛生研究所）の275チャンネルSQUID。

SQUID の極めて高い感度は生物学における研究向けに理想的である。たとえば脳磁図 (MEG) はSQUIDアレイを用いて脳内のニューロン活性について推定を行う。SQUID は脳から発せられる最も高い時間周波数 (kHz) よりもずっと速く測定を行えるので、良好な時間分解能を持つ MEG を作成できる。他の応用例として、胃の弱い磁場を記録する胃運動描写が挙げられる。新しい応用例としては、経口投与薬の動きを追跡する磁気マーカーモニタリング法もある。臨床現場では、循環器学の分野で磁場画像法が心臓の磁場を検知し診断やリスク層別化を行うため応用されている。

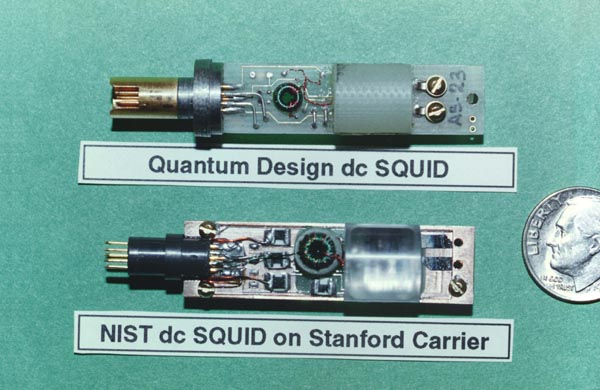
初期型 SQUID の内部構造

SQUID の最も一般的な商用利用例は磁気特性測定装置 (MPMS) であろう。いくつかのメーカーが既製品として製造しており、試料の磁気的特性を測ることができる。典型的には 300 mK からおよそ 400 K の温度範囲で使用される。SQUID センサの小型化により、近年では AFM のプローブに SQUID センサを装備することができるようになっている。このようなデバイスにより、表面粗さと局所的磁束を同時に計測することができるようになった。
例えば、SQUIDは低磁場核磁気共鳴画像法 (Low Field MRI) 用の磁気センサとして用いられている。強磁場 MRI では数テスラもの歳差磁場を印加する一方で、SQUID MRI では偏極磁場を印加後、マイクロテスラ領域の磁場で計測を行う。従来型 MRI システムでは信号は測定周波数の（したがって歳差磁場の）二乗根に比例する。環境温度における熱的スピン偏極が周波数の一乗に比例するのに加え、ピックアップコイルに誘起される電圧も磁化歳差の周波数に比例するためである。しかし、事前偏極ずみのスピンを非調整SQUIDで検知する場合、NMR信号強度は歳差磁場とは独立となり、地磁気程度の極めて弱い磁場下でのMRI信号検知が可能となる。SQUID MRI は強磁場 MRI システムと比較してコスト面やコンパクト性において優位である。この原理は人体の四肢撮像において実証ずみであり、将来的には腫瘍スクリーニングにも応用される予定である
別の応用例として、液体ヘリウムに浸したSQUIDをプローブとして用いる走査型SQUID顕微鏡が挙げられる。超伝導技術の進歩にしたがって、SQUIDの応用は石油の試掘や鉱脈探査、地震予知や地熱エネルギー探査などにも拡がりつつある。重力波検知などの様々な科学的用途における高精度運動センサとしても使われている一般相対性理論の適用限界を調べている Gravity Probe B に用いられている四つのジャイロスコープに一つずつSQUIDセンサが用いられている。
動的カシミール効果の初観測には、改良 RF SQUID が用いられた。

### 将来的な応用例
量子コンピュータをSQUIDにより実装することも提案されている。
軍事面では、対潜戦における対潜哨戒機用磁気異常探知機 (MAD) への応用可能性が模索されている。